# Two for the Money (2005)
Two for the Money is een Amerikaanse drama/ Thriller film geregisseerd door D.J. Caruso. Hoofdrollen zijn er voor Matthew McConaughey, Al Pacino en Rene Russo

## Verhaal
Voormalig Americanfootballspeler Brandon Lang heeft een fijne neus voor het voorspellen van uitslagen van allerlei sportwedstrijden. Wanneer de sluwe zakenman en oplichter Walter Abrams de jongeman in het vizier krijgt, neemt hij hem onder zijn hoede. Walter leert Brandon zijn illegale praktijken, maakt hem snel rijk en introduceert hem in het jetset-leven. De twee krijgen zowaar een vader-zoon relatie, maar die verdwijnt als sneeuw voor de zon wanneer Brandon zijn 'magic touch' begint te verliezen. Nu is hij opeens verantwoordelijk voor miljoenenverliezen en gaat Walter het zijn protegé heel moeilijk maken. Zo ontstaat een persoonlijke strijd tussen twee oplichters die naast veel geld nog iets veel belangrijkers te verliezen hebben: hun trots en ego.